# IT Большого Пса
IT Большого Пса (лат. IT Canis Majoris) — одиночная переменная звезда в созвездии Большого Пса на расстоянии приблизительно 1445 световых лет (около 443 парсеков) от Солнца. Видимая звёздная величина звезды — от +7,86m до +7,82m.

## Характеристики
IT Большого Пса — бело-голубая пульсирующая переменная звезда (LPB) спектрального класса B8.